# Jura (gebergte)
De Jura is een gebergte aan weerszijden van de grens tussen Frankrijk en Zwitserland. Het is een oud berggebied, waarvan de toppen zich parallel aan elkaar uitstrekken van noord naar zuid. Naar het westen verloopt de Jura terrasvormig, aan de oostzijde daalt het gebergte met een hoge, steile wand af naar de Zwitserse Hoogvlakte. In het zuiden zijn de hoogste bergtoppen: Crêt de la Neige (1718 m) in Frankrijk en de Mont Tendre (1678,8 m) in Zwitserland. Naar het noordoosten worden de bergen lager. Behalve door bergpassen hebben de lengtedalen verbinding door rotskloven (cluses).

## Bossen en karstverschijnselen
Grote delen (40 %) zijn bedekt met bossen. De meest voorkomende bomen zijn, afhankelijk van de hoogte, eiken, beuken (500 - 800 m) en sparren (boven de 1000 m). Het Juragebied kent vreemde vormen: opvallende bergplooien, grotten, eigenaardige waterstromen en zoutformaties. Het is een karstgebergte.

## Klimaat
Het klimaat is, vooral in de Franse Jura, vochtig en 's winters ruw en koud. Er valt vrij veel regen behalve in het midden van de zomer. De zomers zijn, in tegenstelling tot bijvoorbeeld in de Alpen, niet uitgesproken warm.

## Grondgebruik en bestaansmiddelen
Enorme bossen strekken zich tot 1300 m hoogte uit. In de diepere dalen komen akkerbouw, veehouderij en fruitteelt voor, op de zuidhellingen wijnbouw. Uit de huisnijverheid ontwikkelde zich een belangrijke uurwerkindustrie. Plaatselijk komen houtbewerking, metaal- en textielindustrie voor. Zoutwinning is er aan de westzijde en bij de Rijn. Er zijn asfaltgroeven en minerale bronnen.

## Geologie
De Jura, ten noordwesten van de Alpen, ligt tussen de Rhône-bocht ten westen van Chambéry in Frankrijk in het zuiden, de Doubs (noordwesten) en de benedenloop van de Aare in Zwitserland in het noordoosten. De Schwäbische Alb in Württemberg en de tot 657 m hoge Fränkische Alb (Frankische Jura) in Beieren vormen een geologische voortzetting van het Juraplateau.
De Jura stamt uit de middelste periode van het Mesozoïcum, dat naar het gebergte genoemd is. Het bestaat uit afzettingen van donkere en bruine mergels en wit kalksteen (dolomiet). Radiometrische datering geeft als ouderdom voor de Jura ca. 205 tot 135 miljoen jaar.
Het boogvormige ketengebergte scheidt zich in het zuiden af van de Alpen; verder noordelijk ligt het Molassebekken tussen Alpen en Jura. De stratigrafie bestaat van oud naar jong uit: Bontzandsteen, Muschelkalk, Keuper, Lias, Dogger, Malm, Krijt en plaatselijk Onder-Tertiair. Men onderscheidt twee gedeelten: de Keten-Jura en de Tafel-Jura. De Keten-Jura vormt het binnenste deel van de boog en is sterk geplooid. Deze plooien zijn vaak doorgebroken en opgeschoven met een beweging die naar het noordwesten gericht is. De Tafel-Jura is veel eenvoudiger geplooid, met brede, horizontaal liggende kruinen. De Keten-Jura is op de Tafel-Jura geschoven.
De Jura is een goed voorbeeld van een plooiingsgebergte waar de plooiing niet diep in de ondergrond reikt: alleen het Tertiair en het Mesozoïcum zijn geplooid, terwijl het grondgebergte niet aan deze plooiing deelnam, ofschoon het wel aan breukvorming onderhevig is geweest. Een dergelijke oppervlakkige plooiing was mogelijk doordat vrijwel de gehele Mesozoïsche en Tertiaire formaties over de plastische zout- en gipslagen in de Muschelkalk gegleden zijn. Aan beide uiteinden van de Jura vindt men slechts enkele plooien, terwijl in het middengedeelte er wel tien tot vijftien voorkomen. Een ander belangrijk tektonisch verschijnsel zijn de horizontale verschuivingen, die scheef op de plooibundel staan. Breukvorming en plooiing staan met elkaar in direct verband. De plooiing vond plaats in het Plioceen.
In de Jura komen vele zogenaamde reculées voor. Het zijn diep in de kalk uitgeschuurde dalen. Ze worden ter plaatse ook cirques genoemd.

### Jurassisch relief
Het Jura-gebergte is de type-locatie voor een bepaald soort reliëf in de structurele geologie en de geomorfologie: het gaat er om een relatief recente plooiing, waarbij voor de plooiing al een rivier aanwezig was ('antecedente rivier'). Op bepaalde plaatsen is de erosiekracht van de rivier sterk genoeg om de opheffing van de plooiing te weerstaan en ontstaan er cluses; op andere plaatsen gaat de rivier in enkel de zwakste lagen eroderen en in de combes (synclines) stromen. Door de jonge leeftijd van de plooiing vormen de anticlines de heuvelkammen en vormen de synclines de valleien.
Het Jurassisch reliëf wordt onderscheiden van het gelijkaardige Appalachisch reliëf waarbij in het laatste geval de plooiing lange tijd voor de erosie van de lagen plaatsvond en de rivier (epigenetische rivier) aanvankelijk op een jongere lagen stroomde die de oudere, geplooide lagen bedekten voordat deze door epigenetische erosie werden blootgelegd.

## Toeristische trekpleisters
De Jura is over het algemeen een als lieflijk te typeren middelgebergte. Bijna de helft van de Jura is bedekt met bos. Maar al is de Jura niet hoog, men ziet er wel degelijk gemzen. Bij de toeristische diensten van Nozeroy, Champagnole, Saint Laurent-en-Grandvaux en Foncine kan men zich inschrijven voor excursies naar deze dieren.
Bij Clairvaux-les-Lacs ligt een merengebied. Rondvaarten op het meer van Vouglans zijn mogelijk vanuit La Tour du Meix.
Wie meer om het culturele erfgoed geeft, kan zijn hart ophalen in het gezamenlijke museum van diamantairs en pijpenmakers in Saint Claude. Industrieel erfgoed is er volop: de metaalindustrie van Syam gebruikte in 1810 al hoogovens. De brillen-industrie was er in 1796 al te vinden. De militaire bouwmeester Vauban heeft ook in Belfort zijn fortificaties achtergelaten.
Het kasteel van Arlay is gebouwd op de fundamenten van een oud klooster dat zijn huidige vorm kreeg in 1773-1783. De wijnkelder onder het kasteel stamt uit 1650. De historie er van is nauw verweven met die van het Nederlandse koningshuis. Willem de Zwijger kreeg Arlay toebedeeld en daardoor is koning Willem-Alexander nog baron van Arlay. 
Het gebergte is geologisch gezien grillig en bijzonder rijk. Vreemde aardvormen, opvallende bergplooien, grotten, onderaardse rivieren en diepe kloven zijn natuurfenomenen, die ook kenmerkend zijn voor de gorges van de Loue. Het dorpje Baume-les-Messieurs is mooi gelegen in een reculée (een door plooiing door karst gevormde en daarna door gletsjers uitgesleten steile doodlopende vallei.) Naast de natuur zijn de dorpen Lods en Ornans een bezichtiging waard.
Het Nationaal natuurreservaat Haute Chaîne du Jura en regionaal natuurpark Haut-Jura maken deel uit van het gebied.